# How Do You Sleep at Night?
How Do You Sleep at Night? es el álbum de estudio debut del rapero y cantante estadounidense Teezo Touchdown. Fue lanzado a través de RCA Records y Not Fit for Society el 8 de septiembre de 2023. El álbum incluye apariciones especiales de Janelle Monáe, Fousheé e Isaiah Rusk. La producción estuvo a cargo de los hermanos Justin Raisen y SadPony, Tyler Cole, Khris Riddick-Tynes, Bnyx, Brendan Grieve, Hoskins, Bolooki, Tizhimself, Roofeeo, Jose Julian de la Cruz, Solomonophonic, Dylan Neudstadter, Y2K y Dylan Brady. How Do You Sleep At Night? es un álbum de hip hop experimental. Fue apoyado por los sencillos "Familiarity" y "You Thought" con Janelle Monáe. La edición de lujo del álbum, How Do You Sleep at Night? With You, fue lanzado el 10 de enero de 2024.

## Antecedentes y promoción
En una entrevista con Zane Lowe de Apple Music, Teezo Touchdown compartió su opinión sobre el álbum y describió sus géneros: 
En cuanto al sonido de lo que vas a escuchar, no lo he dicho públicamente todavía, pero es el sonido que estoy creando el que se llama rock & boom. Es R&B con la intensidad del rock. Tiene líneas superiores de R&B. El boom, por supuesto, para el boom bap, es la caligrafía del boom bap.
Antes del lanzamiento del álbum, Teezo Touchdown lo promocionaba con frecuencia y daba pistas sobre él a través de publicaciones e historias de Instagram, y el rapero y cantante canadiense Drake también firmó conjuntamente el álbum antes de su lanzamiento, ya que lo veía como "una de las mejores canciones".

## Recepción crítica
How Do You Sleep at Night? recibió críticas mixtas de los críticos. Recibió una puntuación de 56 sobre 100 en el agregador de reseñas Metacritic según las reseñas de siete críticos, lo que indica una recepción "mixta o promedio". Escribiendo para NME, Kyann-Sian Williams sintió que "este amor por los altibajos dramáticos en este álbum hace que el disco sea una montaña rusa de emociones y sonidos, y un debut pulido y entretenido".
Los críticos notaron ampliamente la naturaleza del álbum que cambia de género, pero tenían opiniones divididas sobre su ejecución: en una reseña positiva, James Mellen de Clash describió How Do You Sleep at Night? como "un crisol brillantemente vertiginoso de géneros e identidad sonora", mientras que Alphonse Pierre de Pitchfork criticó el álbum como "una mezcla de géneros que no es tan poco convencional como quiere ser". Varios críticos dieron una evaluación negativa de la composición de Teezo, que fue descrita como "carente de especificidad" por Paul Attard de Slant y como "juvenil en el mejor de los casos" por Louis Pavlakos de HipHopDX. Sin embargo, las actuaciones de canto de Teezo fueron elogiadas incluso en algunas críticas críticas: por ejemplo, Jeff Ihaza de Rolling Stone describió a Teezo como un "cantante genuinamente talentoso" con "un registro de R&B eficaz", y la reseña de Pitchfork encontró que la voz de Teezo " se desliza muy bien en el carril del R&B".
Las apariciones especiales de Fousheé y Janelle Monáe fueron recibidas positivamente: se describió que ambos cantantes ofrecían fuertes interpretaciones vocales que se yuxtaponían de manera interesante con las de Teezo.

## Lista de canciones
| How Do You Sleep at Night? - Edición estándar |                                          |                              |          |  |
| N.º                                           | Título                                   | Productor(es)                | Duración |  |
| 1.                                            | «OK»                                     | Ju. Raisen, SadPony          | 1:57     |  |
| 2.                                            | «You Thought» (con Janelle Monáe)        | Cole                         | 3:01     |  |
| 3.                                            | «Uuhh»                                   | Khris Riddick-Tynes          | 3:29     |  |
| 4.                                            | «Sweet» (con Fousheé)                    | Bnyx                         | 2:12     |  |
| 5.                                            | «Impossible»                             | Ju. Raisen, SadPony          | 2:46     |  |
| 6.                                            | «Neighborhood»                           | Ju. Raisen, SadPony          | 3:27     |  |
| 7.                                            | «Mood Swings»                            | Grieve, Hoskins              | 2:53     |  |
| 8.                                            | «Too Easy» (con Isaiah Rusk)             | Cole                         | 2:52     |  |
| 9.                                            | «Familiarity»                            | Bolooki, Tizhimself, Roofeeo | 3:27     |  |
| 10.                                           | «I Don't Think U C Me» (con Isaiah Rusk) | Cole, de la Cruz             | 1:43     |  |
| 11.                                           | «Daddy Mama Drama»                       | Grieve, Hoskins              | 3:52     |  |
| 12.                                           | «Nu Nay»                                 | Solomonophonic               | 1:46     |  |
| 13.                                           | «Stranger»                               | Neustadter                   | 3:37     |  |
| 14.                                           | «The Original Was Better»                | Y2K, Brady                   | 2:27     |  |

| How Do You Sleep at Night? With You - Edición deluxe |                  |                               |          |  |
| N.º                                                  | Título           | Productor(es)                 | Duración |  |
| 1.                                                   | «Up and Down»    | Wiggins, Hoskins              | 3:04     |  |
| 2.                                                   | «Out of Respect» | Niko the Great, Nahome, Lenox | 2:35     |  |
| 3.                                                   | «Third Coast»    | D-Lo the Doctor               | 2:36     |  |

Notas
- "Uuhh" está estilizado en todas las mayúsculas.